# Dolicheremaeus eusebioi
Dolicheremaeus eusebioi är en kvalsterart som beskrevs av Corpuz-Raros och Ireneo L. Lit 2005. Dolicheremaeus eusebioi ingår i släktet Dolicheremaeus och familjen Tetracondylidae. Inga underarter finns listade i Catalogue of Life.